# 黃錫麟

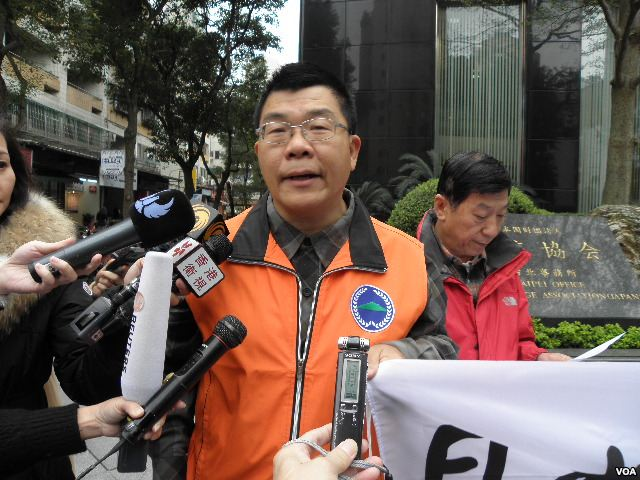

黄锡麟（1962年—2018年1月1日），後更名黄定為，生于台湾台北市，籍貫江苏徐州。保钓运动人士，曾任台湾中华保钓协会秘书长。

## 生平
黄锡麟的父亲是1949年随国民政府来到台湾的大陆学生。黄锡麟毕业于东南技术学院，原为臺北縣永和智光商职机械科的实习老师，因参加新党而成为义工。1998年，黄锡麟代表新党参选永和市市民代表，後轉投親民黨，並担任了三届永和市民代表。台北县改制升格为新北市后，黄锡麟參選市議員落敗，惟仍繼續擔任中华保钓协会秘书长。
其间，2003年10月7日，保钓船闽龙渔F861号自福建厦门东渡渔港启航，于10月9日凌晨与台湾保钓船新航166号会合，此后共同驶往钓鱼岛，但遭到日本海上保安厅拦截，被迫返航。在此次行动中，周文博等7人负责厦门方面的岸上协调工作。此次自厦门港出海者共有10人（另有6位福建船工），其中台湾保钓人士1名：台湾保钓行动小组执行长黄锡麟；香港保钓组织成员5人：朱幼麟（香港立法会议员、全国人大代表）、罗就（香港保钓行动委员会副主席）、郑志坤、陈裕南、王国豪；大陆民间保钓人士4人：张立昆（天津）、李义强（厦门）、方卫强（浙江）、殷敏洪（湖南）。保钓人士于10月8日下午发表《海峡两岸与香港联合出海保钓声明》。
2011年1月成立世界华人保钓联盟筹备会后，香港特别行政区政府于2012年4月17日批准该联盟成立。2012年5月下旬，世界华人保钓联盟召开筹备会议，6月13日在香港正式成立。黄锡麟出任第一任会长。同年更名黃定為，寓意必定奪回釣魚台。
2015年3月，黃定為聲稱從2014年9月以來，日本在钓鱼岛上维修简易码头、补强燈塔，并进行插旗，這些舉動令他強烈不滿，並向日本政府情願要求拆除島上設施，強調若日方不短時間內採取行動他將和保釣人士自行登島拆除設施。
2016年底，黃定為罹患肺腺癌，2018年1月1日，黃定為在家早餐後，身體突然不適倒地，送醫不治。